# Zale sexplagiata
Zale sexplagiata là một loài bướm đêm trong họ Erebidae.